# Cunaviche
Pour les articles homonymes, voir Cunaviche.
Cunaviche est l'une des trois paroisses civiles de la municipalité de Pedro Camejo dans l'État d'Apure au Venezuela. Sa capitale est San Miguel de Cunaviche.

## Géographie

### Démographie
Hormis sa capitale San Miguel de Cunaviche, la paroisse civile possède plusieurs localités dont :
- Boca de Cinaruco
- El Betún
- El Milagro Sureste
- La Macanilla
- La Villeguera
- Las Mercedes
- Médano Alto
- Paso Arauca
- Piedra Azul
- Playa Grande
- San Miguel de Cunaviche
- Santa Ana